# مناخ شبه قاحل

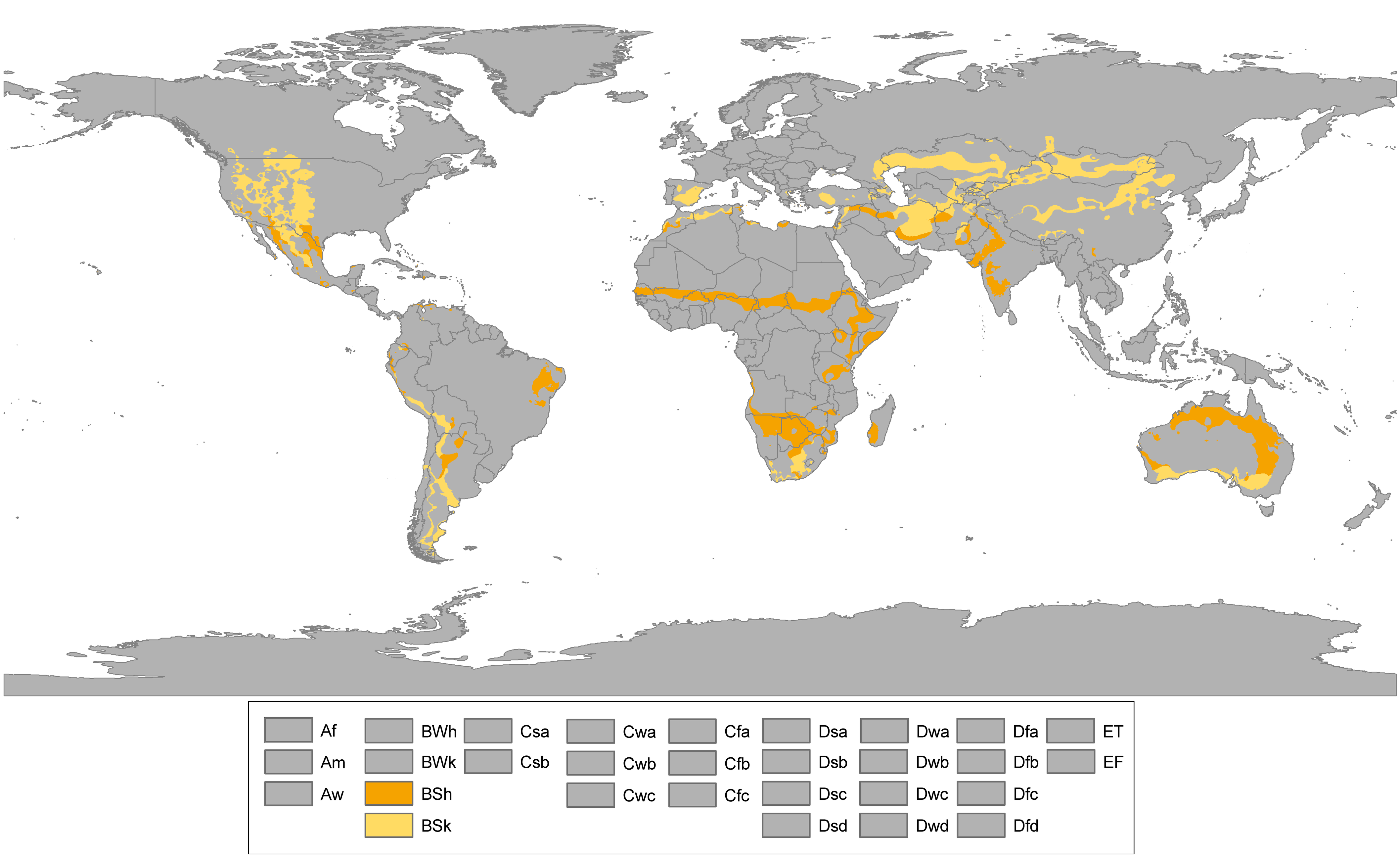
أنحاء العالم التي يسود فيها المناخ شبه الجاف
مناخ شبه قاحل حار
مناخ شبه قاحل بارد

المناخ شبه القاحل أو المناخ شبه الجاف هو نوع من المناخات يرمز له حسب تصنيف كوبن للمناخ بـ BSh وBSk. وهو كناية عن مناطق تقل فيها نسبة التساقطات عن نسبة المياه المفقودة خلال النتح التبخري.

## الخصائص
يعطي تصنيف كوبن للمناخ تعريفا أدق لهذا المناخ، حيث يعتبر مناخات السهوب (BSk وBSh) على المستوى النظري كوسيط بين المناخات الصحراوية والمناطق الرطبة. يتميز المناخ شبه القاحل بوجود العشب أو بعض الشجيرات.

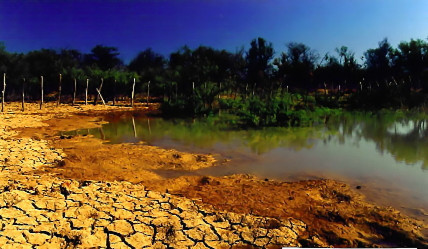
منطقة برازيلية شبه قاحلة

لتعتبر منطقة ما شبه قاحلة، يجب حساب معيار التساقطات. ويتم ذلك عبر الطريقة التالية:
- مضاعفة المعدل الحراري السنوي (بـ °مئوية) 20 مرة، ثم:
  - إضافة 280 إذا كان 70٪ من التساقطات السنوية قد سجل ما بين أبريل و سبتمبر في المنطقة المعتدلة الشمالية، أو بين أكتوبر ومارس في المنطقة الجنوبية؛
  - أو إضافة 140 إذا كان 30٪ – 70٪ قد سجل في المدد الآنفة الذكر؛
  - أو عدم إضافة أي شيء إذا كانت سجل أقل من 30٪ في الفترات الزمنية أعلاه.

إذا كان معيار التساقطات أكثر من نصف التساقطات وليس كله فهذا المناخ يصنف مناخاً شبه قاحل (Bs) حسب تصنيف كوبن للمناخ.
وأكثر من ذلك، لتمييز المناخ شبه القاحل الحار عن البارد، يستعمل ثلاثة خطوط منسوبة واسعة الانتشار: معدل حراري سنوي يساوي 18°م، أو معدل شهري الشهر الأكثر برودة يعادل 0°م أو –3°م. المنطقة ذات معدل أعلى من الخط المنسوب تسمى ذات مناخ شبه قاحل حار (BSh)، أما ذات المعدل الحراري الأدنى فهي ذات مناخ شبه قاحل بارد (BSk).

## أنواعه

### مناخ شبه قاحل حار
المناخ شبه القاحل الحار هو نوع من المناخات الشبه قاحلة يرمز له حسب تصنيف كوبن للمناخ بـ BSh. وهو يجاور عادة المناخ المداري القاري والمناخ الشبه المداري الرطب. وهو يميل إلى أن يتواجد في المنطقة الاستوائية والمنطقة الشبه الاستوائية.

#### الخصائص
يميل هذا المناخ لأن يكون صيفه حاراً إلى شديد الحرارة، مع شتاء معتدل إلى دافئ. تسجل تساقطات مطرية من جد ضعيفة إلى ضعيفة.

#### التوزيع
يشيع تواجد المناخ شبه القاحل الحار حول المناطق المحاذية للصحاري المدارية. ويتواجد في أفريقيا، أستراليا وجنوب آسيا. في أستراليا وجنوب آسيا، معظم المناطق المحيطة بمناطق الصحراء الوسطى تنتمي إلى النظام شبه القاحل الحار.
في جنوب آسيا، تجري على الهند ومناطق من باكستان التأثيرات المناخية الخاصة بالرياح الموسمية التي تؤدي إلى حدوث فصل قصير رطب محمل بأمطار غزيرة. لكن لا تكفي كميتها لتصنف تلك المناطق ضمن المناخ المداري القاري. يوجد المناخ شبه القاحل الحار أيضاً في أمريكا الشمالية خصوصاً في المكسيك، المناطق الجنوبية من تكساس، وأجزاء من جنوب كاليفورنيا.
كما يمن إيجاد هذا المناخ في أمريكا الجنوبية مثل منطقة سرتاو البرازيلية وعلى الجانب المقابل للقطب الجنوبي من الصحاري القاحلة حيث تحدث تساقطات ذات طابع المناخ المتوسطي، مع صيف عديم الأمطار وشتاء رطب ممطر.

### مناخ شبه قاحل بارد

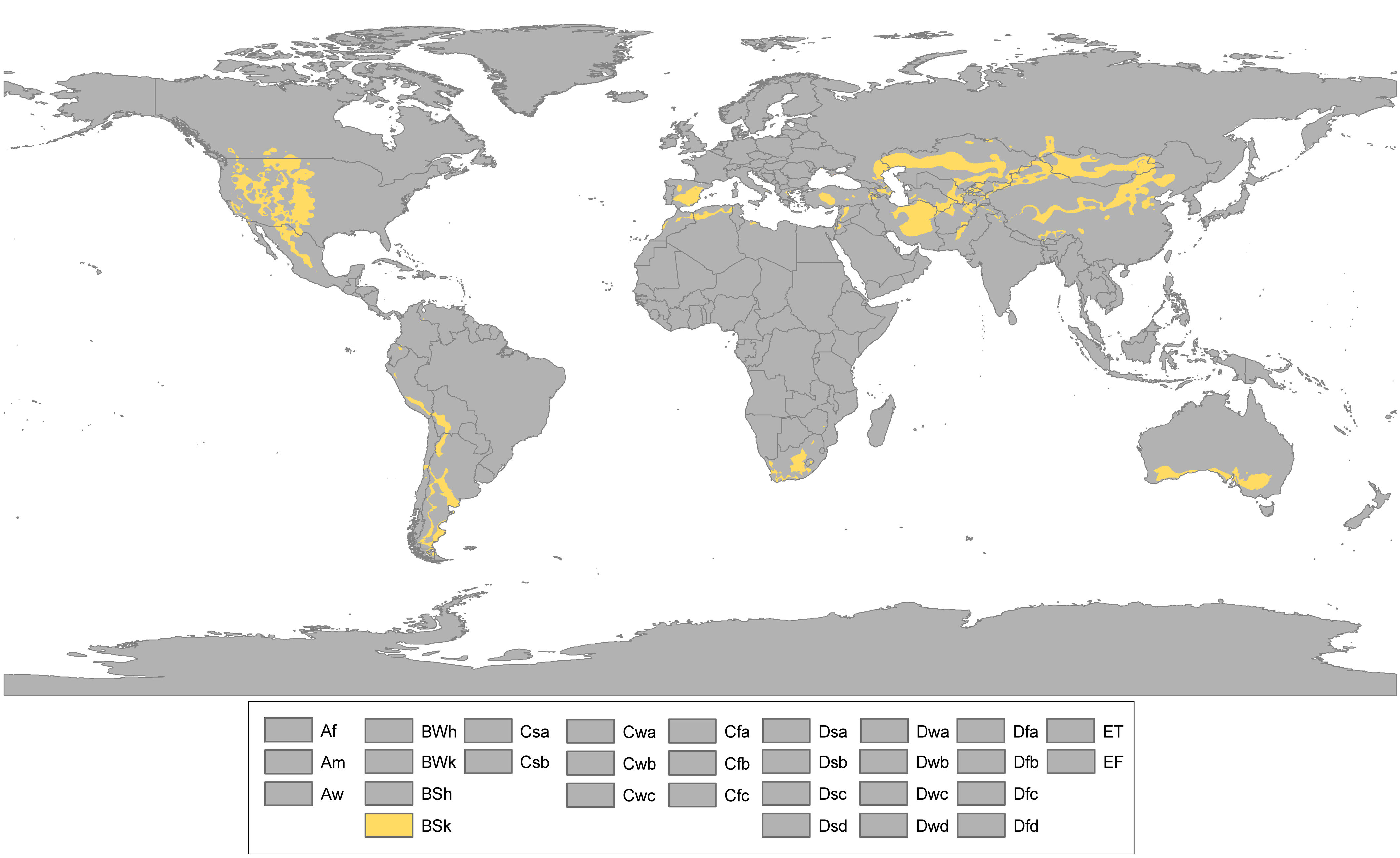
مناطق ذات مناخ شبه قاحل بارد

المناخ شبه القاحل البارد هو نوع من المناخات شبه القاحلة يرمز له حسب تصنيف كوبن للمناخ بـ BSk. يميل هذا المناخ لأن يحاور المناخ القاري الرطب. ويتواجد هذا المناخ غالباً داخل القارات بعيداً عن المسطحات المائية بمسافة متوسطة.

#### الخصائص
يكون فصل الصيف بالنسبة للمناخ شبه القاحل البارد دافئا (أحيانا حار) وجافاً، لكن ليس بدرجة المناخ الشبه القاحل الحار. يكون فصل الشتاء في هذا المناخ باردا عكس المناخ شبه القاحل الحار، لدرجة تساقط الثلوج التي تكون كميتها أقل من المناطق بنفس خط العرض، لكن بمناخ رطب أكثر.
تكون مستويات الارتفاع بالنسبة للمناطق ذات المناخ شبه القاحل البارد أعلى عكس نظيرتها في المناخ الحار، أما عن تغيرات درجات الحرارة خلال اليوم فيمكن أن يحدث تغير ملحوظ بين النهار والليل قد يتعدى 20° مئوية. قد يلاحظ هذا التغيير الحراري اليومي في المناخ الشبه القاحل الحار. يكون في المناطق ذات مناخ شبه قاحل بارد والتي تقع في خطوط عرض عالية صيف رطب وشتاء جاف، بينما يكون الصيف جافا والشتاء رطب نسبيا في المناطق ذات خطوط العرض المنخفضة، ويمكن حتى أن تشهد خريفا وربيعا رطبا.

#### التوزيع
يمكن إيجاد المناخ شبه القاحل البارد بشكل شائع في أمريكا الشمالية وأسيا، شمال أفريقيا وأفريقيا الجنوبية، أوروبا (كازاخستان واسبانيا)، أجزاء من أمريكا الجنوبية، ومناطق داخل جنوب أستراليا ونيوزيلندا.